# Потапово-2
Потапово-2 — микрорайон города Щёлково Московской области России, бывшее село.

## География
Расположен недалеко от центра города, на реке Клязьме. Соседствует с кварталами Заречный, Сиреневый и Богородский.

## История
В середине XIX века деревня Потапово 2-е относилась ко 2-му стану Богородского уезда Московской губернии и принадлежала департаменту государственных имуществ. В деревне было 10 дворов, 36 душ мужского пола и 60 женского.
В «Списке населённых мест» 1862 года Потапово 2-е показано вместе с селом Хомутово как казенное село 2-го стана Богородского уезда Московской губернии на Хомутовском тракте, в 28 верстах от уездного города и 7 верстах от становой квартиры, при реке Клязьме, 50 дворов и 430 жителей (200 мужчин, 230 женщин), 2 фабрики и завод.
В 1869 году они вновь показаны раздельно. Потапово — деревня Гребеневской волости 3-го стана Богородского уезда с 78 дворами, 4 каменными, 2 полукаменными и 88 деревянными домами, суконной и шелковоткацкой фабриками и 388 жителями (159 мужчин, 229 женщин), из них 27 грамотных мужчин и 6 женщин. Имелась 31 лошадь, 41 единица рогатого скота и 22 мелкого, а также 606 десятин земли, в том числе 115 десятин и 1200 саженей пахотной.
По-видимому, к 1886 году левобережная часть села Хомутово (вместе с церковью) перешла к Потапову. В тот год Потапово 2-е — село, в котором 58 дворов, 441 житель, церковь, богадельня, лавка, постоялый двор и шелковая фабрика.
В 1913 году в деревне 2-е Потапово Гребнёвской волости — 90 дворов, церковь, при которой богадельня, и двухклассное училище.

## Население
По материалам Всесоюзной переписи населения 1926 года — село, центр 2-го Потаповского сельсовета Щёлковской волости Московского уезда в 3 км от Стромынского шоссе и в 3,5 км от станции Щёлково Северной железной дороги, проживало 687 жителей (312 мужчин, 375 женщин) в 128 хозяйствах (из них 111 крестьянских).
Позже село было включено в состав города Щёлково и стало его микрорайоном.

## Инфраструктура
В микрорайоне имеется школа №1, детская поликлиника №1 Щёлковской районной больницы №1, а также Покровская церковь (1800).

## Транспорт
По улице Свердлова ходят автобусы №№1 и 2, а по Широкой — №4.